# Pola (1931)
Pola byl italský těžký křižník třídy Zara. Během druhé světové války sloužil v italském námořnictvu. Křižník byl pojmenován podle města Pola (dnes Pula) ležícího na jadranském pobřeží. Od svých tří sesterských lodí se křižník vizuálně lišil spojením přední nástavby s komínem do jednoho celku.
V roce červenci 1940 Pola bojoval v bitvě u Punta Stilo a v listopadu 1940 v bitvě u mysu Spartivento. Křižník a jeho sesterské lodě Zara a Fiume byly potopeny 29. března 1941 v bitvě u Matapanu.